# Ceanothus coeruleus
Ceanothus coeruleus är en brakvedsväxtart som beskrevs av Mariano Lagasca y Segura. Ceanothus coeruleus ingår i släktet Ceanothus och familjen brakvedsväxter. Inga underarter finns listade i Catalogue of Life.